# 金牛座憤怒的公牛左輪手槍
憤怒的公牛（英語：Raging Bull）是一系列由巴西槍械製造商金牛座國際槍械公司（英語：Taurus International）於1997年設計和生產的單／雙動操作左轮手枪，可發射從.218蜜蜂到.500 S&W麥格農等口徑的手枪子彈，甚至28鉛徑霰彈。

## 設計

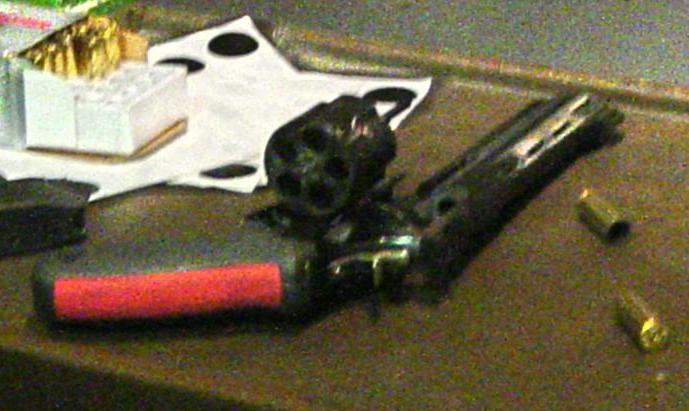
.454卡蘇爾口徑的憤怒的公牛

憤怒的公牛的大口徑設計和銷售方向是作為獵人的佩槍，因為它是一把強有力的武器，具有強大的制止力。比如.454卡蘇爾口徑手枪子彈的威力已經足夠用以捕獵像非洲水牛和非洲象這樣的大型动物。
憤怒的公牛具有協助持槍的制退器（在槍管前端的兩側鑽孔，兩側共有8個小孔）和沿著方型握把背部的红色橡膠條，而後者的用途是為了墊著射手的手以減低射擊時的後座力。功能上，憤怒的公牛具有手動操作的前弹巢閂，按下後就會甩出彈巢，可以在圖片之中發現。這種大威力雙動操作手槍使用前彈巢閂設計是必須注意的，因為儒格超級紅鷹（英語：Ruger Super Redhawk）和史密斯威森M500（英語：Smith & Wesson Model 500）這兩把左輪手槍就相反，它們都是後彈巢閂設計的。憤怒的公牛的手動操作閂鎖的優點是簡單（因而生產成本更低）和堅固，缺點是必需雙手才能打開彈巢。為了方便使用者的使用，大部份憤怒的公牛都可以安裝MIL-STD-1913戰術導軌或韋弗式導軌，根據需要安裝日間／夜間光学瞄准镜或雷射瞄準器。

## 衍生型
憤怒的公牛可以按照口徑分為以下幾種型號。此外，每個型號都有自己的槍管長度和金属表面處理的選擇。

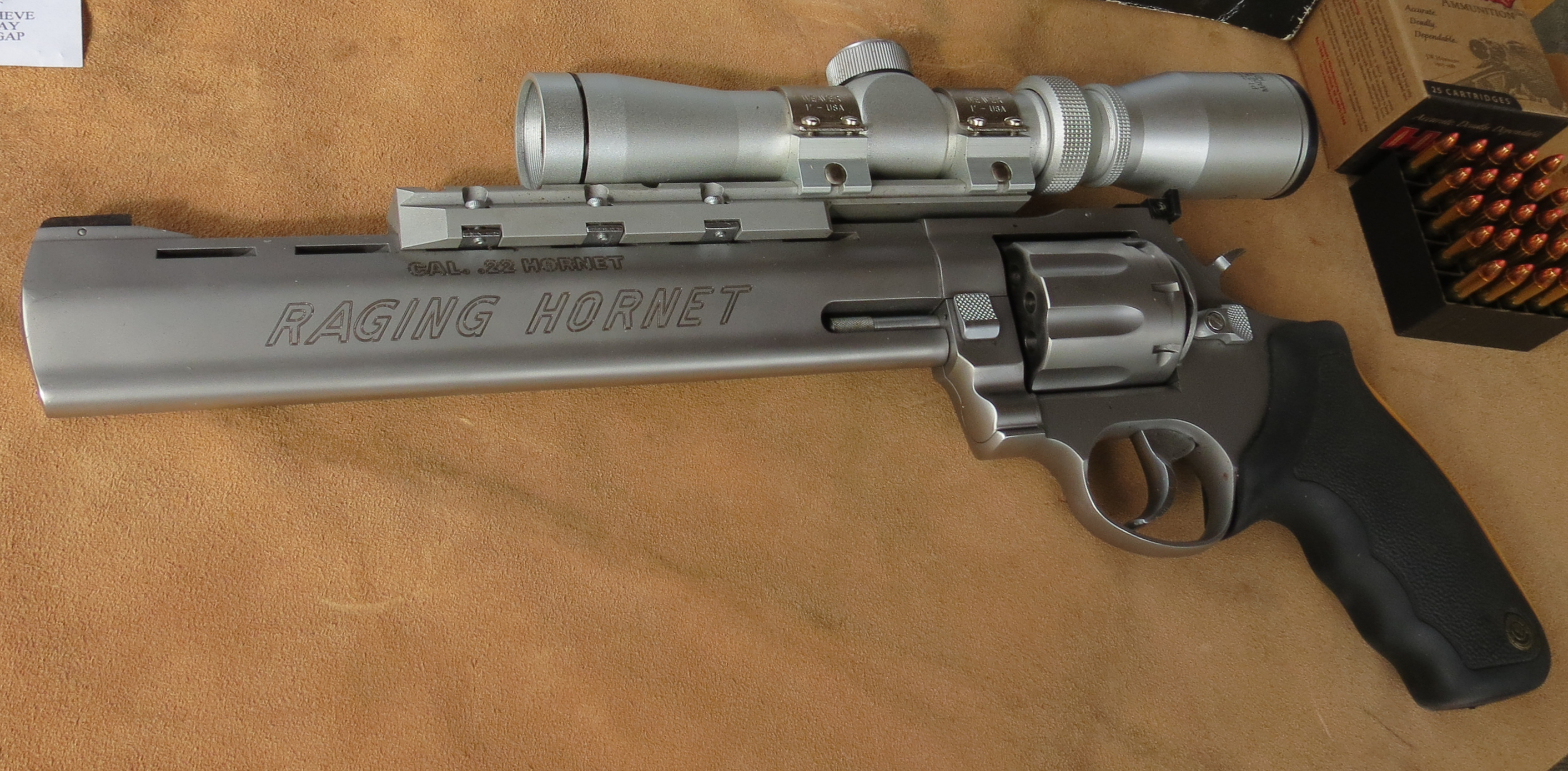
藉導軌座裝上了瞄準鏡的「憤怒的大黃蜂」。

Model 218（憤怒的蜜蜂，停產）
.218蜜蜂彈口徑，10英吋槍管。只有不鏽鋼型。
Model 22H（憤怒的黄蜂，停產）
.22黃蜂彈口徑，10英吋槍管。只有不鏽鋼型。
Model 223（憤怒的223）
.223雷明登口徑，10英吋槍管。只有不鏽鋼型。
Model 30C（憤怒的30，停產）
.30卡賓槍口徑，10英吋槍管。只有不鏽鋼型。
Model 416（停產）
.41雷明登麥格農口徑。
Model 444
.44雷明登麥格農口徑，亦可以發射較短的.44 S&W特種彈。
Model 444 Ultralite
.44雷明登麥格農口徑的緊湊型，4英吋槍管。只有烤藍和钛型。
Model 45（停產）
.45柯爾特口徑，6發弹巢。
Model 454
.454卡蘇爾口徑，亦可以發射火力較弱的.45柯爾特。
Model 480（停產）
.480魯格口徑。
Model 500（停產）
.500 S&W麥格農口徑，亦可以發射較短的.500 S&W特種彈。
Model 513（憤怒的法官麥格農）
.454卡蘇爾、.45柯爾特及.410 bore口徑，5發彈巢。
Model 513 Ultralite（憤怒的法官，停產）
.45柯爾特及.410 bore口徑，輕型底把，3英吋槍管，7發彈巢。
Model 528（憤怒的法官XXVIII，尚未推出）
28鉛徑霰彈。
可選擇的金属表面處理包括不鏽鋼、啞光不鏽鋼、鍍镍以及烤藍。可選擇的槍管長度包括5英吋、6英吋、8英吋、10英吋和12英吋（只有憤怒的30型號）。要注意並不是每個模式都有各種的金属表面處理或槍管長度。除了Model 22H、30C和444 Ultralite以外，所有型號都具有協助持槍的制退器（在槍管前端的兩側鑽孔）。所有型號都具有前方固定的片狀準星和後方可調節的缺口式照門。
憤怒的大黃蜂和憤怒的30裝上的橡膠條是黄色，而不是常見的紅色條。
大部分的憤怒的公牛的衍生型都可以利用螺絲裝上戰術導軌以協助安裝光学瞄准镜或者雷射指示器。
根據金牛座國際槍械公司官方網站所指，憤怒的公牛Model 500已於2007年12月停產。

## 流行文化

### 电影
- 2001年—：由雙胞胎之兄所使用。
- 2008年—：裝上紅点鏡並且由火狐（安潔莉娜·裘莉飾演）和其中一名殺手所使用。
- 2013年—：型號為Model 454，.454卡素尔口径，由主角詹姆斯·桑丁（James Sandin，伊森·霍克飾演）用作佩槍，以後於兒子查理·桑丁（Charlie Sandin，麥斯·博克霍德飾演）逃往地下室時轉交給他。
- 2014年—：由巴拉德的保鏢安德烈所使用。

### 电子游戏
- 2002年—：型號為Model 444，5英吋槍管和木製握把並且命名為「.44 保護傘麥格農」。
- 2003年—：命名為「TRS R.B」。
- 2006年—：型號為.480 Ruger（英语：.480口徑）的Model 480，命名為「Bull .480」。
- 2007年—：型號為.480 Ruger（英语：.480口徑）的Model 480，由林奇所使用。
- 2009年—：PS3版本中扳機護圈大得足以容納兩根，槍管上有一點血，準星稍有提高，由小丑（Joker）所使用。
- 2011年—：裝上槍口側馬格那孔和低倍率安學瞄準鏡，命名為“馬頭狙擊手”（Tau Sniper）。
- 2012年—：遊戲中的左輪手槍之一，型號為Model 444，命名為「Aries Charging Ram」，奇怪地發射.357麥格農子彈，衍生型為：粉紅色握把型（由禮來·S·杜克斯（Lilly S. Dukes）所使用）和「赦免」型（由聖女部隊隊長拉桑德拉·狄克遜（LaSandra Dixon）所使用）。
- 2013年—：遊戲中的左輪手槍之一，型號為Model 444，命名為「Bronco .44」，以6發弹巢供彈，携彈量為30發。可使用人體工學木製握把、侵略者型槍管、通風型槍管、超補償型槍管、袖珍驚喜型槍管、超薄型。
- 2013年—《穿越火线》：型號為Model 454，.454卡素尔口径，5发弹巢。
- 2013年—：遊戲中唯一的左輪手槍，取代前作的Anaconda，型號為Model 454，命名為「.44 Magnum」，造型上槍管刻有「Roaring Wolf」字樣、裝上綠色光纖機械瞄具和戰術導軌，以6發彈巢供彈，初始攜彈量為30發（聯機模式）和48發（滅絕模式），最高攜彈量為72發（聯機模式）和108發（滅絕模式），單動操作。戰役模式之中由魅影部隊背叛者加布里埃爾·羅克（Gabriel Rorke）所使用，其後被勞根·沃克（Logan Walker）所奪取，奇怪地只在戰役模式之中是雙動操作；聯機模式時可以使用ACOG光學瞄準鏡、消焰器、消音器、制退器、戰術刀、雙持、穿甲彈；滅絕模式時為等級7時解鎖的手槍類武器，有「增加遠距離傷害及配備手槍時移動更快」、「彈匣攜彈量增加50％」、「攜帶手槍和兩款主要武器」以及「腰射兩把手槍令火力和彈藥容量提升兩倍」的升級。
- 2016年—：於2017年7月25日新增到遊戲內，命名為「Stallion .44」，腰射時會使用速射，瞄準射擊時則使用單動式射擊。

## 資料來源
1. ↑  Freedom Arms: Success Stories （页面存档备份，存于）
2. ↑  Badenhorts, Sarel: African Cast Bullet Hunt （页面存档备份，存于）
3. ↑  Arcimbold Eurobusiness: TAURUS Raging Bull .223 Remington caliber （页面存档备份，存于）
4. ↑  The HighRoad.org: Taurus Raging Bull .223 （页面存档备份，存于）
5. ↑  OutdoorLife: Taurus Raging Bull .223[]
6. ↑  .   [2010-03-29]. （原始内容存档于2014-07-14）.

## 外部連結
- （英文）—Taurus International Manufacturing Inc - list of all Raging Bull variants （页面存档备份，存于）
- （英文）—Gunblast.com—Taurus Raging Bull Model 500, .500 S&W Magnum Revolver （页面存档备份，存于）
- （英文）—Raging Bull （页面存档备份，存于）
- （英文）—Taurus-Handguns.com—Taurus Raging Bull Series Revolver （页面存档备份，存于）
- （英文）—The Firearm Blog.com—Taurus Raging Bull .454 Casull Review （页面存档备份，存于）
- （英文）—Tactical-life.com—Magnum Force: 9 High-Powered Pistols & Revolvers （页面存档备份，存于）
- （英文）—Personal Defense World.com—
  - 32 Revolvers From CONCEALED CARRY HANDGUNS 2016 （页面存档备份，存于）
  - 10 Revolvers From The COMPLETE BOOK OF HANDGUNS 2016 Buyer’s Guide （页面存档备份，存于）
  - Hand Cannons: 9 High-Powered Magnum Handguns （页面存档备份，存于）